# Chiesa di San Giovanni Battista (Soveria Mannelli)
La chiesa di San Giovanni Battista sorge a Soveria Mannelli, centro abitato della Calabria, in provincia di Catanzaro e diocesi di Lamezia Terme.

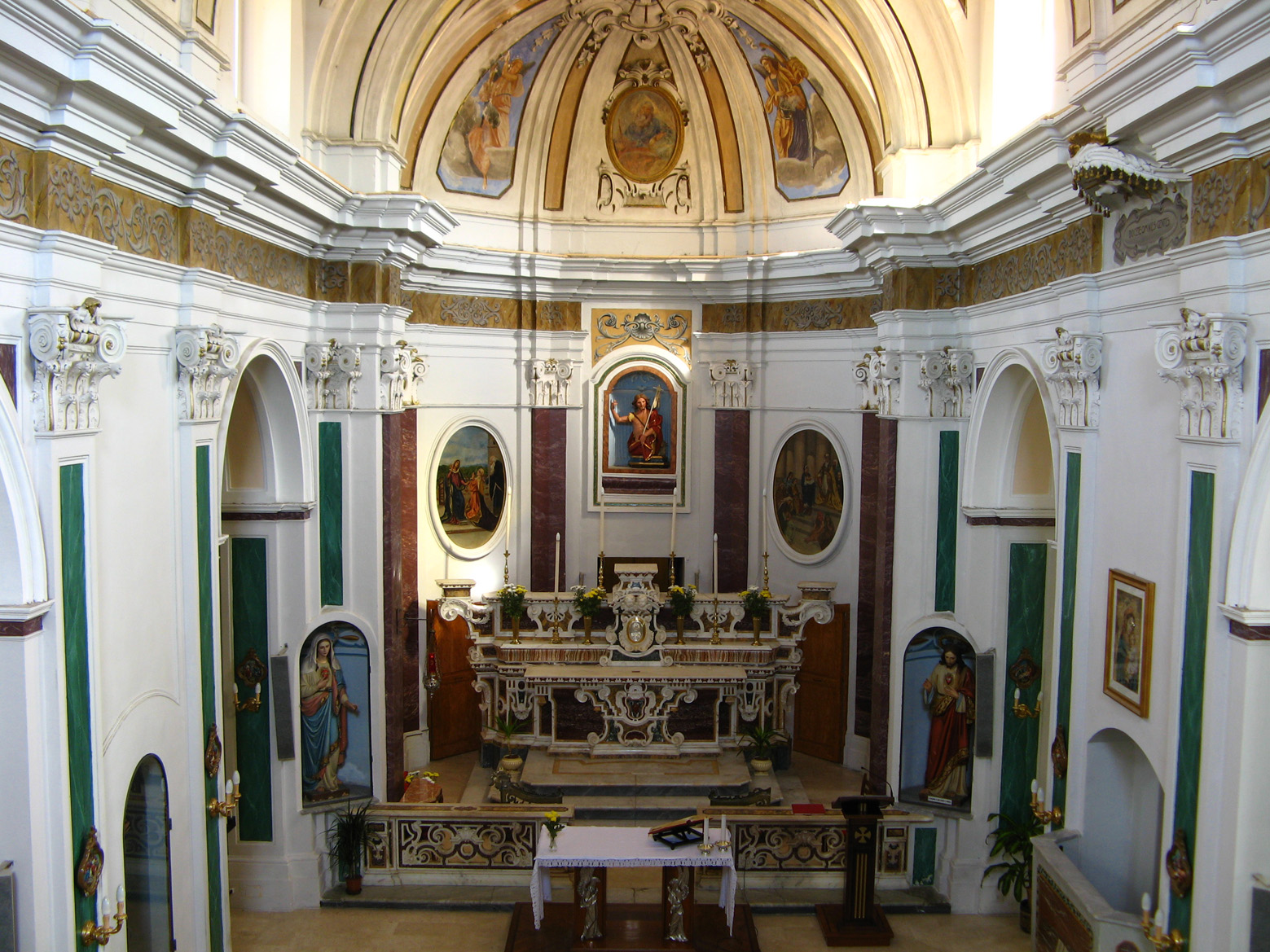
Abside e altare del XVII secolo, monumento nazionale

## Storia
La forma attuale della chiesa risale ai primi del XIX secolo. In origine l'edificio consistava in un piccolo oratorio, consacrato a San Giovanni Battista, eretto nei pressi del Palazzo baronale. Nel 1668 l'oratorio venne elevato a parrocchia da monsignor Gian Giacomo Palemonio, vescovo della Diocesi di Martirano, su richiesta del feudatario locale. Danneggiato dal terremoto del 27 marzo 1638, l'oratorio cadde in rovina. La parrocchia cominciò a funzionare dopo l'autonomia amministrativa raggiunta da Soveria nel 1807, con la costruzione dell'edificio attuale, nel corso del tempo spesso riparato e restaurato dopo i danni subiti da terremoti ed incendi. Il campanile a forma di cupola è stato realizzato nel 1938 grazie al finanziamento di un soveritano emigrato nelle Americhe, Emilio Pascuzzi.
Nella chiesa si trovano alcuni arredi sacri provenienti dall'Abbazia di Santa Maria di Corazzo, che sorgeva non lontano nei pressi di Carlopoli e che fu distrutta dal Terremoto del 1783. Degni di note l'altare maggiore, opera della scuola di Cosimo Fanzago, dal 1910 monumento nazionale ed un'acquasantiera, entrambi in marmo, ed alcuni candelabri di legno.